# Cliff Jones
Clifford William "Cliff" Jones (født 7. februar 1935 i Swansea, Wales) er en tidligere walisisk fodboldspiller (wing).
Efter at have startet sin karriere hos Swansea City i sin hjemby rejste Jones i 1958 til England, hvor han de følgende ti sæsoner spillede for Tottenham Hotspur i London. Her var han med til at vinde det engelske mesterskab, tre udgaver af FA Cuppen samt Pokalvindernes Europa Cup.
Jones spillede desuden 59 kampe og scorede 16 mål for det walisiske landshold. Han var en del af landets trup til VM i 1958 i Sverige, Wales' eneste VM-deltagelse nogensinde. Han spillede samtlige landets fem kampe i turneringen, hvor waliserne nåede frem til kvartfinalen, der dog blev tabt med 1-0 til turneringens senere vindere fra Brasilien.

## Titler
Engelsk mesterskab
- 1961 med Tottenham Hotspur

FA Cup
- 1961, 1962 og 1967 med Tottenham Hotspur

Pokalvindernes Europa Cup
- 1963 med Tottenham Hotspur